# Mancho Buttress
Mancho Buttress (englisch; bulgarisch рид Манчо rid Mantscho) ist ein vereister und 1250 m hoher und gebirgskammähnlicher Berg im Norden des Grahamlands auf der Antarktischen Halbinsel. Auf der Trinity-Halbinsel ragt er 4,61 km nordwestlich des Balej-Nunataks, 10,53 km südlich des Golesh Bluff und 8,24 km südwestlich des Senokos-Nunataks auf. Seine markanten Südwesthänge sind teilweise unvereist. Der Aitkenhead-Gletscher liegt südwestlich und südlich von ihm.
Deutsche und britische Wissenschaftler nahmen 1996 seine Kartierung vor. Die bulgarische Kommission für Antarktische Geographische Namen benannte ihn 2010 nach dem  Mantscho, einen Berg im Rilagebirge im Südwesten Bulgariens.